# Српска православна црква Светог Саве у Марадику
Српска православна црква Светог Саве у Марадику, на падинама Фрушке горе, подигнута је у другој половини 18. века и као заштићено непокретно културно добро има статус споменика културе од великог значаја.

## Изглед
Црква посвећена Светом Сави, подигнута је као једнобродна грађевина петостране апсиде, а звоник јој је призидан средином 19. века. Сачуван је уговор који је црквена општина склопила са зидарским мајстором Урошем Суботићем за изградњу новог црквеног звоника. Фасаде су рашчлањене на уобичајен начин: соклом, лезенама и поткровним венцем.
Иконостас барокних и рококо форми резбарен је у другој половини 18. века. Иконе је израдио Јаков Орфелин, познати карловачки сликар, који је посао окончао 1776. године, судећи према запису на икони Васкрсења. Западноевропска барокна схватања до тада су била присутна једино у српској графици, а Јаков Орфелин је први сликар који је у домаћу средину пренео сазнања стечена на бечкој Академији. На архијерејском престолу налази се икона Христа, а неколико покретних икона и слика приписују се Теодору Крачуну, другом значајном представнику српског барока бечке провенијенције.
Конзерваторско-рестаураторски радови обављени су на цркви 1980, а на сликарству 1982. године.